# Jomsvikingernes saga
Jomsvikingernes saga eller Jómsvíkinga Saga er en norrøn fortælling, der ofte sættes lig med beretningen om Jomsvikingerne (oldnordisk Jómsvíkingar) og deres indflydelse på den danske og norske historie på Harald Blåtand og Olav Tryggvasons tid .

## Indhold

### Generelt
Jómsvíkinga saga består af to dele, kaldet þættir.
Første del, eller þáttr, er en beretning om de danske konger Gorm den Gamle og Harald Blåtand og deres tilknytning til det norske kongehus. Anden þáttr er fortællingen om jomsvikingerne og deres heltedød
efter og under slaget ved Hjörungavágr.

### Pálna-Tóki
Da Harald var konge, levede på Fyn en mand ved navn Tóki, som var meget vellidt. Han havde tre sønner: Áki og Pálnir og uden for ægteskab Fjölnir. Da Tóki døde, bad Fjölnir om sin del af arven, og Áki og Pálnir gav ham en tredjedel af det løse gods, men intet land. Fjölnir var ikke tilfreds, for han mente, han er fuldt så meget arving som sine halvbrødre, så han gik til kong Haralds hof, hvor han blev kongens rådgiver. Broderen Áki var en af Danmarks mest vellidte mænd. Fjölnir begyndte at bagtale Áki over for Kong Harald og sagde til kongen, at han aldrig vil blive enehersker i Danmark, så længe Áki lever. Kong Harald sendte da ved sommertid ti skibe og 600 mand til Fyn, så de kunne dræbe Áki, når han vendte tilbage fra Gautland. Áki overrumpledes og døde. Pálnir blev syg, da han hørte om det, og han spurgte sin fosterbror Sigurðr til råds om, hvordan han kan hævne sig på en konge. Sigurðr råder ham til at gifte sig med Ingibjörg, som er datter af Ákis gode ven jarl Óttar, Ottar fra Helgoland. Sådan blev det, og de fik en søn, som de kaldte Palnatoke. Da Palnatoke når mands alder, dør Pálnir, og sammen med sin mor overtager Palnatoke hans vigtige hverv. Palnatoke tager på togt om sommeren, bliver en berømt mand, og slægter sin onkel Áki på. På en færd til Wales anholder Palnatoke om Álofs hånd. Hun er datter af jarl Stefnir, og de gifter sig. Næste forår vender han med sin kone tilbage til Danmark. Kong Harald gør på den tid en rejse gennem Danmark, og Palnatoke holder så en stor fest til kongens ære, og giver ham Saum-Æsa som frille. Saum-Æsa bliver svanger og bringer en søn til verden, som hedder Sveinn, og som vokser op hos Palnatoke. Da Sveinn er tre år gammel, kommer kong Harald atter som gæst, og Saum-Æsa fortæller nu Harald, at han har en søn, men ham vil han ikke kendes ved. Palnatoke og kongen strides herom, og det ender med at kongen forlader festen uden gaver, og herefter er der et anstrengt forhold mellem ham og Palnatoke. Kort tid efter får Palnatoke og Álof sønnen Áki (Åge).

### Kong Haralds død
Da Sveinn fyldte 15 år, sendte Palnatoke sin fostersøn til hans far, kong Harald, så han endelig kan kendes ved sønnen. Sveinn kom frem, men kongen vægrer sig, og Sveinn fik nu presset nogle skibe med besætning ud af Harald. Sommeren over hærgede Sveinn sin fars rige og tilbragte vinteren hos Palnatoke. Foråret efter prøvede Sveinn igen at få Harald til at vedgå sit faderskab, men det gik lige som sidste gang, men Sveinn fik nu dobbelt så mange skibe af Harald, og han raserede igen kongeriget. Han tilbragte vinteren hos Palnatoke og opsøgte sin far om foråret, men Harald ville stadig ikke anerkende ham. Sveinn blev så vred, at han udfordrede sin far til kamp. Den sommer plyndrede og dræbte Sveinn i Danmark værre end nogensinde, og om efteråret mødte han Harald på Bornholm. Da er det blevet sent på dagen, og de udsætter kampen til den næste dag.
Samme aften lander Palnatoke og dræber Harald med et pileskud, da kongen sidder og varmer sig ved bålet. Næste morgen går Palnatoke til Sveinn, for at de sammen kan lægge en plan for slaget mod kongens hær. Ud på morgenen erfarer de kongens død, og Palnatoke foreslår kongens tilhængere, at de kan tage Sveinn som konge eller kæmpe. De accepterer Sveinn som den nye konge i Danmark.

### Pálna-Tóki grunder Jomsborg
Sveinn vil holde en mindefest for sin far og inviterer Palnatoke, som afstår, og får Sveinn til at udskyde festen. Den tredje sommer efter Haralds død erklærer Palnatoke endelig, at han gerne vil komme, men han dukker først op da de allerede sidder til bords for at spise og drikke. Under festen hvisker Fjölnir noget til kong Sveinn, hvorpå denne bliver forstemt og lader den pil hente som hans far blev dræbt med. Palnatoke tilstår, det var ham der skød kong Harald, og Sveinn vil lade ham dræbe, men Palnatoke kløver Fjölnir og undslipper. Palnatoke og hans rådgiver Bjørn pakker alt sammen og rejser til Wales, hvor Álof dør næste sommer. Bjørn forvalter Palnatokes gods, mens denne igen tager på hærtogt. Den fjerde sommer efter Álofs død hærger han Vindland, og det foruroliger meget kong Búrisleifr, som hersker der. Så han inviterer Palnatoke og tilbyder ham venskab, hvilket Palnatoke tager imod, og Búrisleifr skænker ham en del af sit land, der hedder Jóm. Der grunder Palnatoke en borg Jomsborg og lever der med sit følge i et fællesskab, der har strenge regler. Således hedder det:

[…] at þangat skyldi engi maðr ráðask sá er ellri
væri en fimtugr, ok engi yngri en átján vetra; þar á meðal skyldu allir
vera. Hvárki skyldi ví ráða frændsemi, þó at þeir menn vildi þangat ráðask
er eigi væri í þeim l[ö]gum. Engi maðr skyldi þar renna fyrir jafnvígligum
ok jafnbúnum. […]
[…] 
at ingen mand ældre end halvtreds eller yngre end atten kunne optages.
Ejheller et blodsbånd skulle tælle med, når disse mænd blev optaget, om det
stred mod lovene. Ingen mand måtte flygte overfor en ligeså stærk og
udrustet mand .

### Veseti og Strút-Haraldr
På Sjælland herskede jarl Strút-Harald. Hans to sønner Sigvaldi og Þorkell ville til Jomsborg, men på vej derhen lagde de en del af Bornholm øde, som hørte til Veseti, der hvor Palnatokes barnebarn Vagn Ågesen (Vagn Ákason) havde tilbragt noget af sin opvækst. Da Sigvaldi og Þorkell ankommer til Jomsborg, ønsker de at optages sammen med de duelige af deres mænd hos jomsvikingerne. Palnatoke snakker med sine mænd, for de kender godt til Sigvaldi og Þorkells slægt, og de giver til slut deres samtykke. Samtidig med det går Veseti til kong Sveinn for at beklage sig over ødelæggelserne som jarl Strút-Haralds sønner har lavet, og for at få erstatning. Sveinn siger til Veseti, at han kan være rolig og giver ham sit ord på han nok skal tage sig af at berede Harald på at han må betale for skaderne som hans sønner har forvoldt. Derpå tager Veseti tilbage til Bornholm. Kong Sveinn sender bud til Strút-Harald, som også kommer. Da han hører Vesetis klage er han dog ikke beredt på at betale for skaderne. Sveinn giver ham det råd at han må holde for skaderne. Da Veseti og hans sønner Búi og Sigurðr hører Harald ikke er beredt på at erstatte skaderne, tager de til Sjælland og lægger en del af Haralds jord øde. Derpå forlanger Harald af kong Sveinn, at denne nu må indgå forlig. Men Harald havde ikke handlet efter det råd kong Sveinn havde givet ham, og Sveinn kan ikke se, han skal gribe ind. Strút-Harald ruster nu sine skibe og lægger en del af Vesetis gods øde. Veseti begiver sig igen til kong Sveinn og opfordrer ham til at forlige ham og Harald, for ellers kommer der ufred mellem hans og Haralds mænd. Sveinn siger, han vil forlige dem på næste Þing. Under tinget stjæler Búi og Sigurðr Strút-Haralds dyreste eje, en hue rigt udsmykket med guld, og to kister guld. Da kong Sveinn forliger familierne, giver han Búi lov til at beholde kisterne med guld. Vesetis familie skal erstatte gårdene, som de har lagt øde hos Strút-Harald, og Strút-Harald skal give Sirgurðr sin datter Tófa til ægte. Efter højtiden vil Búi til Jomsborg for at blive jomsviking, og Sigurðr beslutter sig for at tage med sin bror, selv om han er gift. Ankommet til Jomsborg genkender Sigvaldi begge brødre og vil nu vide, hvordan det er gået med sagen mellem deres forældre. Búi siger den historie er for lang at fortælle lige nu, og at han og Sigurðr vil slutte sig til Palnatoke og optages blandt jomsvikingerne. Efter, at Palnatoke har rådført sig med sine mænd, bliver de begge optaget.

### Vagn bliver optaget hos Jomsvikingerne
Da Vagn er tolv år, giver hans far Áki og hans bedstefar Veseti ham skibe og mandskab for at han kan gå på togt. Vagn hærger over den hele danske kyst og tager så til Jomsborg for at blive optaget hos jomsvikingerne. Palnatoke og hans mænd er betænkelige ved Vagns ønske, da denne kun er tolv år gammel. Hans slægtninge vil hellere sende ham til Björn i Wales end se ham blandt deres mandskab. Vagn taler nu direkte til Sigvaldi og spørger, hvad han har at sige til sagen. Sigvaldi siger han aldrig vil optage Vagn. Trods Palnatokes tilbud om at give Vagn halvdelen af sit land i Wales, holder Vagn fast ved, at han vil optages som jomsviking. Han udfordrer Sigvaldi og hans mænd til kamp, for at vise at de vil gøre sig godt hvis de optager ham. Under kampen, der bevæger sig fra skibene og ind på land, falder tredive af Sigvaldis mænd, men næsten ingen af Vagns. Palnatoke stopper kampen og optager Vagn og hans mænd blandt jomsvikingerne. Da Vagn blev femten år bliver Palnatoke syg og sender bud efter kong Búrisleifr. Under deres møde råder kongen ham at vælge en efterfølger blandt sine mænd. Han vælger Sigvaldi, der med glæde tager imod opgaven.

### Sigvaldis forræderi
Sigvaldi begiver sig til kong Búrisleifr for at stille ham det valg at bortgifte sin datter Ástriðr til Sigvaldi, for ellers vil han forlade Jomsborg. Búrisleifr er ikke meget for hverken det ene eller det andet og må snakke med sin datter. Ástriðr er ikke meget for et ægteskab med Sigvaldi og stiller den betingelse, at han må hævne de skader som kong Sveinn har forvoldt i landet, og at kong Sveinn føres til kong Búrisleifr for at have ham i hånde. Sigvaldi samtykker og bryder op med sine mænd mod Sjælland. På Sjælland er kong Sveinn netop til et festmåltid. Sigvaldi lokker ham under et påskud om bord på sit skib og tager ham med til Jomsborg. Sigvaldi fortæller kong Sveinn, at han har bedt om Gunnhildrs  kong Búrisleifrs datter hånd på hans vegne, og for det skulle Búrisleifr lade Sveinn gå uskattet. Kong Sveinn samtykker og Sveinn og Sigvaldi fejrer en dobbelthøjtid. På andendagen fatter Sveinn dog mistanke og tror Sigvaldi har bedraget ham, for han ser de to brude komme usløret til festen, og Sigvaldi har fortalt ham at hans brud er den skønneste af de tre døtre. Efter at Sveinn har gennemskuet Sigvaldi og Búrisleifrs plan, lader han festen slutte op og tager af sted med sin brud, sine gaver og sine mænd.

### Jomsvikingerne sværger
Ved jarl Strút-Haralds død lader kong Sveinn sende bud til Sigvaldi og Þorkell, for at de kunne holde gravøl til at ære deres far. Sigvaldi svarer at Sveinn skal gøre alle forberedelser på deres regning; de kommer så ved vinterens begyndelse for at ære deres far. Under festmåltidet skænker kong Sveinn den stærkeste vin til jomsvikingerne for at gøre dem drukne. Da de er blevet fulde, får kong Sveinn dem til at sværge, at de ikke frygter døden i kamp. Alle jomsvikingerne sværger og går så i seng. Den næste dag kan Sigvaldi ikke længere huske at have svoret, at han inden tre år vil befri Norge fra Hakon jarl, men hans frue Ástriðr fortæller ham det. Han råder sig med Ástriðr og går til kongen. Sigvaldi beder om 60 skibe med mandskab for at bryde op og tage direkte til Norge. I Norge begynder Sigvaldi og jomsvikingerne straks at hærge. Ögmundr den hvide undslipper jomsvikingerne og flygter til skoven, hvor han går flere dage. Da han kommer til en bygd, spørger han efter hvor Hakon jarl er, og begiver sig til ham. Han fortæller Hakon at jomsvikingerne er landet i Norge. Hakon jarl sender straks folk ud for at samle alle mænd til kamp. I Hjörungavágr samler han sine mænd og begynder at lægge en plan. Da Vagn sejler til øen Höð, træffer han en hyrde, som fortæller om Hakon jarls forberedelser i Hjörungavágr. Vagn tager manden med sig, så han kan vise jomsvikingerne vej til Hjörungavágr.

### Slaget ved Hjörungavágr
Jomsvikingerne kommer til Hjörungavágr, hvor de ser at bugten er fyldt med skibe, og de lægger straks hele deres flåde i slagorden. Under slaget tilføjer begge mandskaber hinanden stor skade, men ingen vil give den anden sejr. Under en pause i kampen går Hakon jarl i land for at bede til Þorgerðr Hölgabrúðr (Torgerd Helgebrud). Hakon tilbyder hende alle mulige offergaver, men intet synes at behage gudinden. Først da han tilbyder hende sin syvårige søn som offer, viser skytsgudinden sig beredt til at hjælpe. Derpå går Hakon jarl til sit skib og starter et nyt angreb mod jomsvikingerne. Under kampen trækker store skyer over himlen, indtil en snestorm bryder løs, og nogle blandt jomsvikingerne ser Þorgerðr Hölgabrúðr blandt Hakons hær. Da snestormen ser ud til at lægge sig, råber Hakon endnu engang til Þorgerðr Hölgabrúðr om hjælp, for nu har han jo givet hende et offer. Derpå kommer Þorgerðr Hölgabrúðr og hendes søster Irpa til Hakons side. Lidt efter lidt forlader kamplykken jomsvikingerne, og enkelte forlader kampen og sejler til Danmark, for de mener at have opfyldt deres ed. Vagn holder ved sammen med sine mænd. Om natten slipper de ud til skærene. Om morgenen opdager jarl Eiríkr folkene på skæret, og lader dem tage til fange. De bliver nu henrettet en efter en, men de får lov til at udstille deres dødsforagt. Kun Vesetis barnebarn Svend, søn af Búi, narrer sin bøddel, der i stedet hugger armene af ham, der holder Svend. Næst i rækken kommer Palnatokes barnebarn Vagn Ákason. Han narrer sin bøddel og slår ham også ihjel. Derefter går resten af jomsvikingerne fri.

## Overlevering[2]
Jómsvíkinga saga findes som del af andre manuskripter og kendes i flere versioner, der måske kan tilskrives en fælles version, skrevet  i begyndelsen af 1200-tallet på Island. Denne fælles-version omtales Version (A). En Version (B) kendes fra bl.a. Fagrskinna er måske skrevet i Norge på samme tid og kan være selvstændig. En tredje mulighed er at Version (A) og (B) begge er aflæggere af en tidligere version ligeledes fra 1200-tallet. Det ældste håndskrift for Version (A) er AM 291, 4°, omkring år 1250. De ældste håndskrifter for Version (B) var hhv. fra samme tid og fra midten af 1300-tallet, men de gik tabt under Københavns brand 1728. Der er gode, men ikke fuldstændige, afskrifter af dem fra 1600-tallets Island, kodekseret som AM 303 4 og AM 301 4 (ældre version af Fagrskinna) og UB 371 , AM 51 fol , AM 302 4 (nyere).  Håndskriftet AM 510, 4° – fra slutningen af 1400-tallet – samt Arngrímr Jónssons redigerede latinske oversættelse (udgivet første gang i 1877) er muligvis enten sammenskrivninger af Version (A) og (B) eller også er den en endnu ældre version, der måske går tilbage til 1180'erne, da den indeholder elementer, der er redigeret bort i senere versioner.

## Værkets oprindelse og klassificering
Jómsvikinga saga passer ikke helt ind i klassificeringen af islandske sagaer. Første þáttr kunne være en kongesaga (konungasögur), da den hovedsageligt skriver historien om det danske kongehus og dets forbindelse til det norske kongehus og jarlerne. Det andet þáttr indeholder karakteristika – krigerforbund, den overnaturlige indgriben i slaget ved Hjörungavágr og vikingernes ed og derpå følgende heltedød – der kunne passe i en legendarisk saga (fornaldarsögur). En tredje kategorisering er at se på Orkneyinga saga og Færeyinga saga sammen med Jómsvikinga saga : "der har en indholdsmæssig lighed, heri en interesse for politiske konflikter, der finder sted som følge af sammenstødet mellem lokale høvdinge og større kongedømmer."

## Sagaens historicitet
Jómsvíkinga saga kan ikke som andre sagaer uden videre bruges som historisk kilde. Enkelte figurer i sagaen er historiske: Harald Blåtand og Olaf Tryggveson, hvorimod  Palnatoke siges at være fiktiv. Slaget ved Hjörungavágr med eller uden Torgerd Helgebrud har fundet sted. Jomsvikingernes krigergruppe er der delte meninger om, hvorimod Jomsborg med god sandsynlighed har været staden Wollin (også Jumnes, Julin og endda Vineta).

## niðmotivet iJómsvíkinga saga
I de oldnordiske sagaer og skjaldedigtningen er nið en krænkelse eller fornærmelse mod en anden mand. Det er rettet mod mandens opførsel i samfundet, som ikke synes at være mandlig nok eksempelvis ved fejhed, forræderi, bedrag og "voldshandlinger der, af den ene eller anden grund ses at være mindre gode" eller en opførsel der efter datidens forhold var pervers – som homoseksualitet. Manden er derfor niðingr.
nið motivet kommer til syne i Jómsvíkinga saga ved Harald Blåtands død for Palnatokes pil. Kong Harald varmer sig ved bålet aftenen før slaget; han har lagt sine klæder og står på alle fire ved bålet med bagdelen i vejret. Inde fra skoven skyder Palnatoke ham. Beskrivelsen af kongens kropsstilling skal umenneskeliggøre ham, som en niðingr. 
Faktisk er det, der til sidst fører til Haralds endeligt – gennem Fjölnirs bagtalelse af Áki, broderen til Palnatokes far Pálnir – Haralds ordre til at dræbe Áki. Som "en indirekte form for nið" ses den måde Harald behandler Saum-Æsa på, og hans opførsel overfor Palnatoke.

## Eksterne link
- C. C., Ravn, red. (1829), Jomsvikinga Saga, Oldnordiske Sagaer, vol. 11, København: (www.heimskringla.no)
- Jónsson, Arngrímur (1877),  Gjessing, A (red.), Jómsvíkinga-saga i latinsk overs. af Arngrim Jonsson, Norske historiske kildeskriftfonds skrifter, vol. 11, Kristianssand: S.A. Steen